# Umweltarchäologie
Umweltarchäologie ist ein Teilgebiet der Archäologie, das sich seit den 1970er Jahren entwickelt. Sie entstand aus der New Archaeology, die naturwissenschaftliche Analysen gegenüber der Interpretation in den Vordergrund rückte. Die Umweltarchäologie untersucht die Beziehungen zwischen Mensch und Umwelt in vergangenen Zeiten. Das Fachgebiet erforscht mit einem archäologisch-paläoökologischen Ansatz die Paläoumwelt mit den Methoden der Humanpaläoökologie. Die Rekonstruktion vergangener Umgebungen und der Beziehungen und Interaktionen vergangener Völker mit den von ihnen bewohnten Landschaften liefert Archäologen Einblicke in den Ursprung und die Entwicklung anthropogener Umgebungen sowie in prähistorische Anpassungen und Wirtschaftspraktiken.
Die Umweltarchäologie wird üblicherweise in drei Teilbereiche unterteilt:
- Archäobotanik, das Studium der Pflanzenreste
- Archäozoologie, das Studium der Überresten von Tieren
- Geoarchäologie Rekonstruktion historischer und prähistorischer Landschaften

Die Umweltarchäologie untersucht Pflanzen- und Tierreste, um zu erfahren, welche Pflanzen- und Tierarten zu der Zeit der prähistorischen Siedlungen vorhanden waren und wie vergangene Gesellschaften damit umgingen. Sie untersucht auch die Umgebung, um festzustellen, wie ähnlich oder anders sie in der Vergangenheit im Vergleich zu heute war. Einen wichtigen Bestandteil solcher Analysen stellt die Untersuchung von Standortbildungsprozessen dar. Dieses Feld ist besonders nützlich, wenn an einer ausgegrabenen oder vermessenen Stelle keine Artefakte vorhanden sind, oder in Fällen von Erdbewegungen, wie zum Beispiel Erosion, die möglicherweise Artefakte und archäologische Merkmale vergraben haben. Während spezielle Teilgebiete, beispielsweise Bioarchäologie oder Geomorphologie, durch die untersuchten Materialien definiert werden, wird der Begriff „Umwelt“ als allgemeiner Begriff verwendet, um ein allgemeines archäologisches Untersuchungsgebiet zu bezeichnen, das über Zeiträume und geografische Regionen hinweg anwendbar ist.

## Teilgebiete

### Archäobotanik

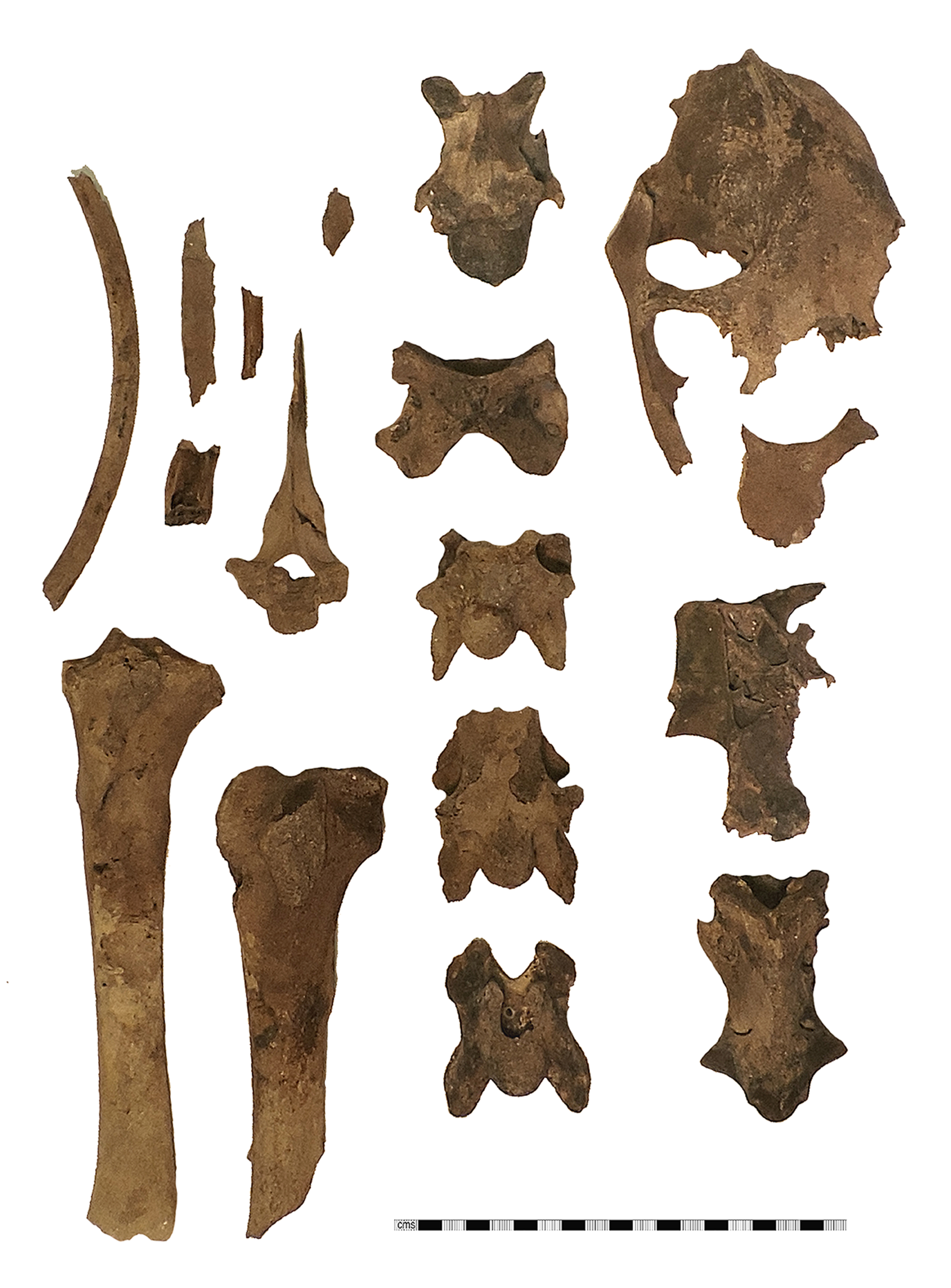
Fundstücke tierischen Ursprungs

Archäobotanik ist das Studium und die Interpretation von Pflanzenresten. Durch die Bestimmung von Pflanzen in historischen Kontexten können Forscher die Ernährung vergangener Menschen rekonstruieren sowie ihre Subsistenzstrategien und Pflanzenökonomie bestimmen. Dies bietet einen besseren Einblick in das soziale und kulturelle Verhalten. Die Analyse von Proben wie Holzkohle weist auf die Brennstoffquelle oder den Bau einer Gesellschaft hin. Archäobotaniker untersuchen neben Pollen und Stärke auch häufig Samen- und Fruchtreste. Pflanzen können auf verschiedene Weise konserviert werden, aber die häufigsten sind Karbonisierung, Staunässe, Mineralisierung und Austrocknung. Ein Bereich innerhalb der Archäobotanik ist die Ethnobotanik, die sich genauer mit der Beziehung zwischen Pflanzen und Menschen befasst und die kulturellen Auswirkungen, die Pflanzen auf menschliche Gesellschaften hatten, untersucht. Die Nutzung der Pflanzen als Nahrung und als Nutzpflanze oder als Medizin ist ebenso von Interesse wie die wirtschaftlichen Einflüsse der Pflanzen.

### Archäozoologie
Archäozoologie untersucht die Überreste von Tieren und was diese uns über die Tiere der Menschen erzählen. Tierreste liefern Hinweise auf Raub durch Menschen (oder umgekehrt) oder Domestizierung. Trotz der Aufdeckung der spezifischen Beziehungen zwischen Tieren und Menschen kann die Entdeckung von Tierknochen, Häuten oder DNA in einem bestimmten Gebiet die vergangene Landschaft oder das Klima des Ortes beschreiben.

### Geoarchäologie
Geoarchäologie ist das Studium der Landschaft und der geologischen Prozesse. Sie untersucht Umgebungen innerhalb der menschlichen Zeitlinie, um festzustellen, wie vergangene Gesellschaften die Umwelt beeinflusst haben oder von ihr beeinflusst wurden. Sediment und Boden werden untersucht, weil dort die meisten Artefakte gefunden werden, aber auch, weil natürliche Prozesse und menschliches Verhalten den Boden verändern und seine Geschichte enthüllen. Apart from visual observation, computer programming and satellite imaging are often employed to reconstruct past landscapes or architecture.
Weitere verwandte Felder sind:
- Osteologie und Humanökologie
- Klimatologie
- Paläoökologie

## Geschichte

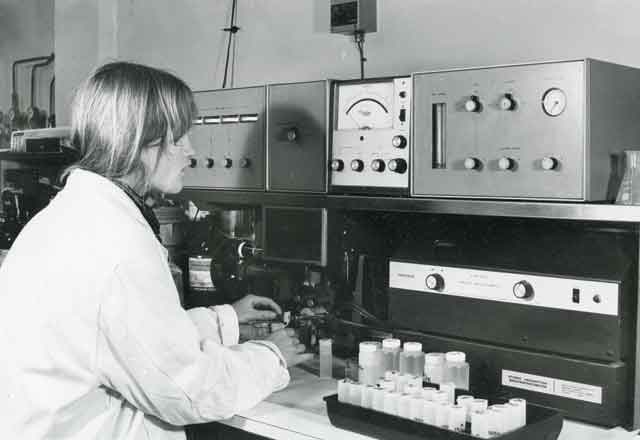
Die Abteilung für menschliche Umwelt des UCL-Instituts für Archäologie in den 1970er Jahren.

Die Umweltarchäologie hat sich seit der zweiten Hälfte des 20. Jahrhunderts als eigenständige Disziplin herausgebildet. Sie hat in den letzten Jahren stark an Bedeutung gewonnen und ist heute fester Bestandteil der meisten Ausgrabungsprojekte. Das Feld ist multidisziplinär. Umweltarchäologen sowie Paläoökologen arbeiten Seite an Seite mit Archäologen und Anthropologen, die sich auf materielle Kulturstudien spezialisiert haben, um ein ganzheitlicheres Verständnis der früheren menschlichen Lebensgrundlagen und der Mensch-Umwelt-Interaktionen zu erreichen, insbesondere wie sich klimatische Belastungen auf den Menschen auswirken und ihn zur Anpassung zwangen.
In der Archäologie der 1960er Jahre wurde die Umwelt als eine „passive“ Interaktion mit dem Menschen angesehen. Mit der Einbeziehung des Darwinismus und ökologischer Prinzipien begann sich diese Sichtweise zu verschieben. Prominente Theorien und Prinzipien der damaligen Zeit (Oasentheorie, Katastrophismus und longue duree) betonten diese Philosophie. Katastrophismus diskutierte zum Beispiel, dass Ereignisse wie Naturkatastrophen der entscheidende Faktor für das Überleben einer Gesellschaft sein können. Die Umwelt könnte soziale, politische und wirtschaftliche Auswirkungen auf menschliche Gemeinschaften haben. Für Forscher wurde es immer wichtiger, den direkten Einfluss zu untersuchen, den die Umwelt auf eine Gesellschaft haben kann. Dies führte zur Konzentration auf Theorien mittlerer Reichweite bezüglich der Fragen der Umweltarchäologie im 20. und 21. Jahrhundert. Die Forschung hat die Umweltarchäologie seitdem zu zwei wichtigen Schlussfolgerungen geführt: Die Menschheit hat ihren Ursprung in Afrika und die Landwirtschaft ihren Ursprung in Südwestasien. Ein weiterer wichtiger Denkwandel in diesem Bereich drehte sich um den Begriff der Kosteneffektivität. Früher dachten Archäologen, dass Menschen mit dem Ziel handeln, ihre Ressourcennutzung zu maximieren. Aber inzwischen sind sie zu der Überzeugung gelangt, dass dies nicht der Fall ist. Nachfolgende Theorien/Prinzipien umfassen Gregäres Verhalten und Handlungsfähigkeit und den Fokus auf Beziehungen zwischen archäologischen Stätten. Staatliche Forschungsprüfungen und die „Kommerzialisierung“ der Umweltarchäologie prägten die Teildisziplin auch in jüngerer Zeit.

## Methoden
Umweltarchäologen nähern sich einem Standort durch Bewertung oder Ausgrabung. Die Bewertung zielt darauf ab, die in einem Gebiet vorhandenen Ressourcen und Artefakte und ihre potenzielle Bedeutung zu analysieren. Die Ausgrabung nimmt Proben aus verschiedenen Bodenschichten und verwendet eine ähnliche Strategie wie die Auswertung. Typische Proben sind menschliche und tierische Überreste, Pollen und Sporen, Holz und Holzkohle, Insekten und sogar Isotope. Biomoleküle wie Lipide, Proteine und DNA können aufschlussreiche Proben sein. In Bezug auf die Geoarchäologie werden häufig Computersysteme für Topographie und Satellitenbildgebung verwendet, um Landschaften zu rekonstruieren. Das Geographische Informationssystem (GIS) ist ein Computersystem, das räumliche Daten verarbeiten und virtuelle Landschaften konstruieren kann. Klimaverläufe können durch Paläoklimatologie-Proxys rekonstruiert werden, die Informationen über Temperaturen, Niederschlag, Vegetation und andere klimaabhängige Bedingungen liefern können. Mit Hilfe dieser Daten kann das Klima vergangener Perioden mit dem der Gegenwart verglichen werden.

## Bedeutung

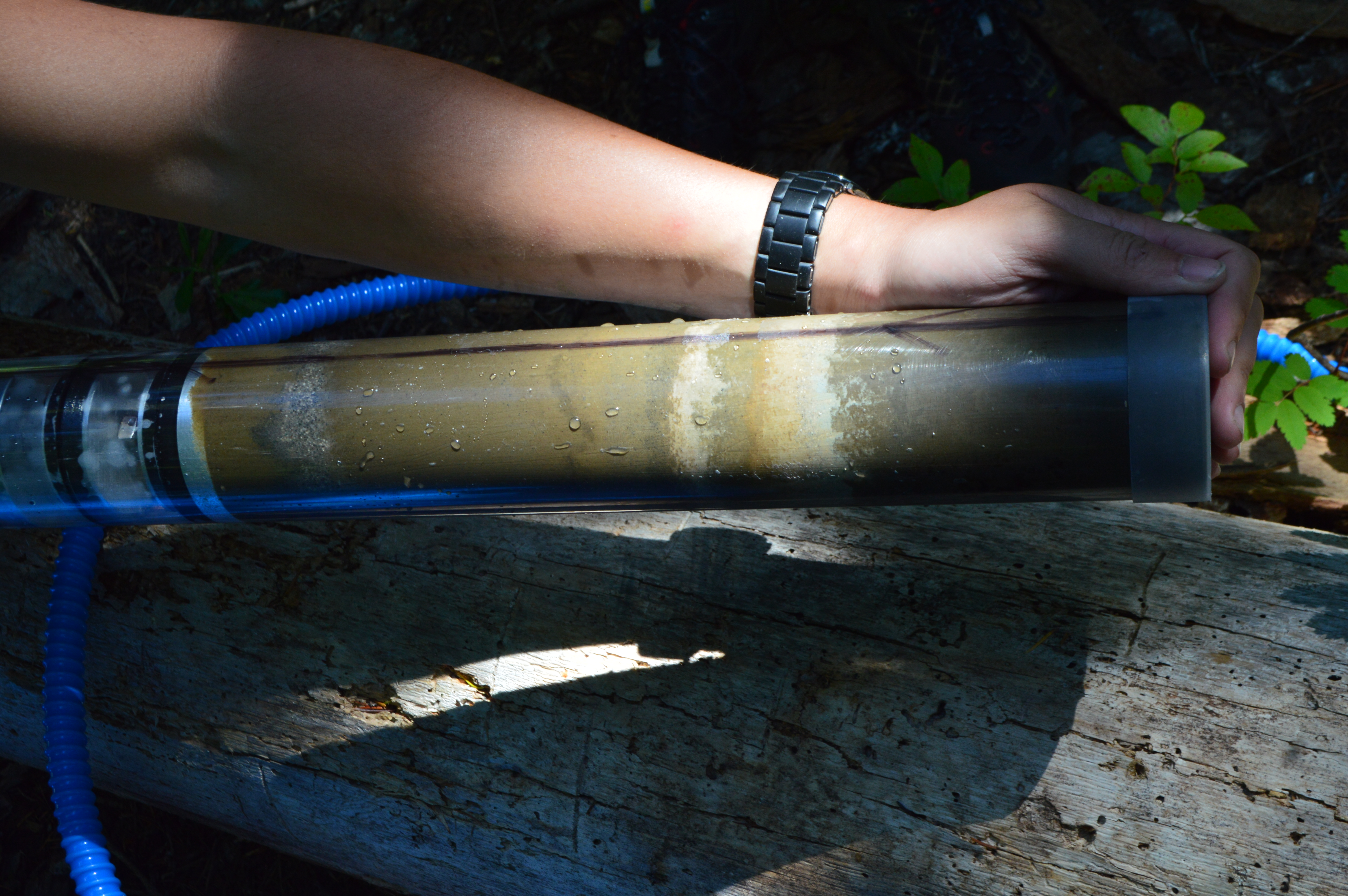
Sedimentkern, der Archäologen bei der Rekonstruktion vergangener Klimazonen half.

Jede Untersuchung der Umweltarchäologie sammelt Informationen über die Beziehung des Menschen zu seiner Umgebung. Diese Informationen werden, auch mit Methoden aus anderen Bereichen, zusammen geführt, um den Lebensstil einer vergangenen Gesellschaft und die Interaktionen mit ihrer Umwelt vollständig zu verstehen. Aspekte der Landnutzung, Nahrungsmittelproduktion, Werkzeugnutzung und Beschäftigungsmuster werden ermittelt und das Wissen auf aktuelle und zukünftige Mensch-Umwelt-Interaktionen angewendet. Durch Raub, Landwirtschaft und die Einführung fremder Biota in neue Umgebungen haben Menschen vergangene Umgebungen verändert. Das Verständnis dieser vergangenen Prozesse kann uns dabei helfen, Erhaltungs- und Restaurierungsprozesse in der Gegenwart zu verfolgen.
Umweltarchäologie gibt Einblick in Nachhaltigkeit und warum einige Kulturen zusammenbrachen, während andere überlebten. Gesellschaftliche Zusammenbrüche haben sich viele Male in der Geschichte ereignet. Eines der prominentesten Beispiele ist die Maya-Zivilisation. Unter Verwendung von Seesedimentkern- und Klimarekonstruktionstechnologien waren Archäologen in der Lage, das Klima zur Zeit der Mayas zu rekonstruieren. Obwohl auf der Halbinsel Yucatán zum Zeitpunkt des Zusammenbruchs der Maya-Gesellschaft eine extreme Dürre festgestellt wurde, trugen auch andere Faktoren wie Entwaldung, Überbevölkerung und Manipulation von Feuchtgebieten zu ihrem Untergang bei. Unter dem Gesichtspunkt der Nachhaltigkeit zeigt die Untersuchung der Auswirkungen der Mayas auf die Umwelt, wie diese Veränderungen die Landschaft und die nachfolgenden Bevölkerungen, die in der Region leben, dauerhaft beeinflusst haben.
.'
Archäologen stehen zunehmend unter dem Druck, nachzuweisen, dass ihre Arbeit über die Disziplin hinaus wirkt. Dies hat Umweltarchäologen dazu veranlasst zu argumentieren, dass ein Verständnis vergangener Umweltveränderungen wesentlich ist, um zukünftige Ergebnisse in Bereichen wie Klimawandel, Landbedeckungsänderung, Bodengesundheit und Ernährungssicherheit zu modellieren.